# Schönebecker Straße 31

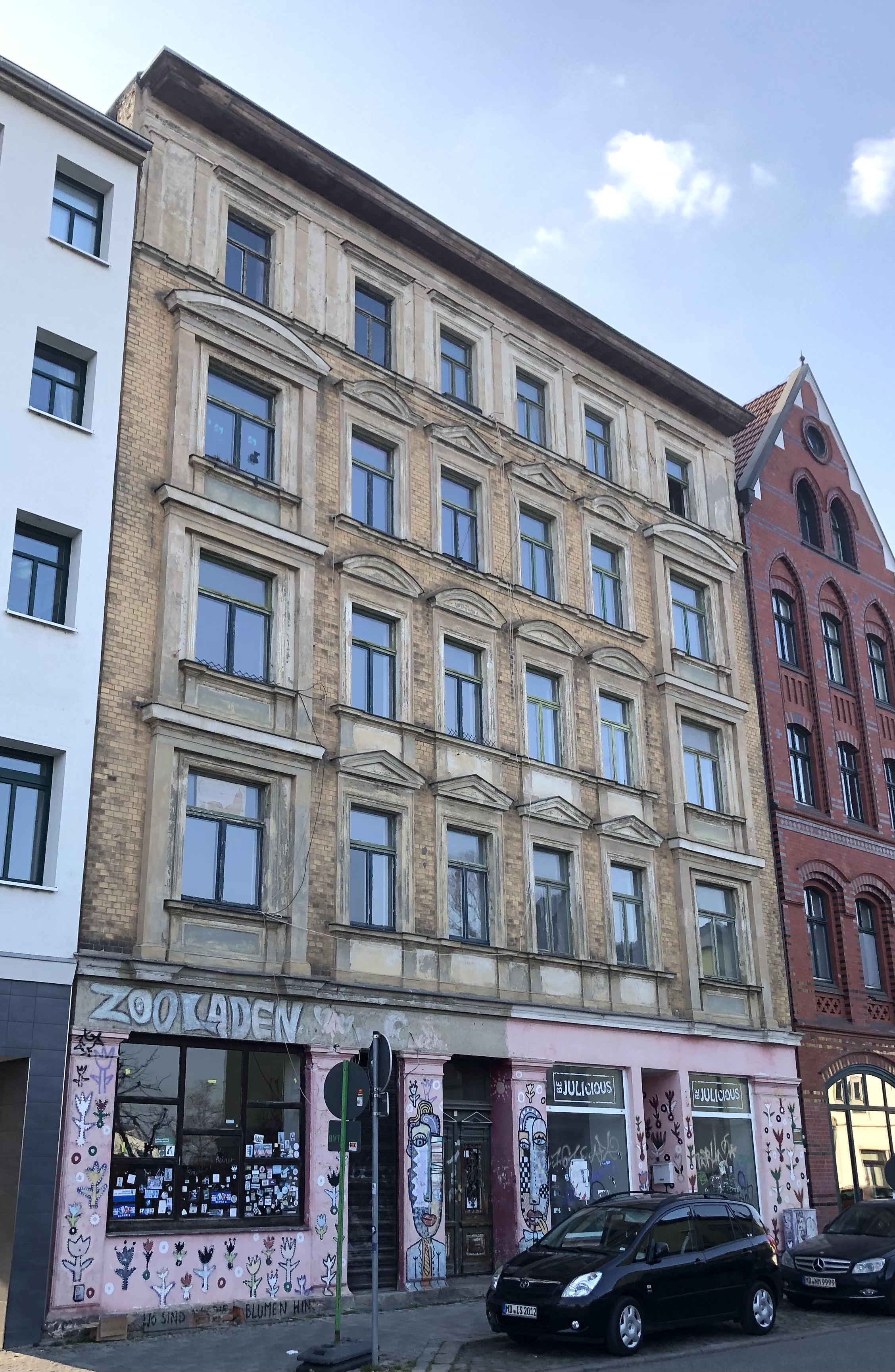
Schönebecker Straße 31 im Jahr 2022

Das Gebäude Schönebecker Straße 31 ist ein denkmalgeschütztes Wohn- und Geschäftshaus in Magdeburg in Sachsen-Anhalt.

## Lage
Das Haus befindet sich auf der Westseite der Schönebecker Straße im Magdeburger Stadtteil Buckau. Nördlich des Gebäudes grenzt der gleichfalls denkmalgeschützte Bau Gaertnerstraße 12, Schönebecker Straße 29, 30 an.

## Architektur und Geschichte
Das fünfgeschossige Gebäude entstand Ende des 19. Jahrhunderts. Die repräsentativ gestaltete sechsachsige Fassade wurde im Stil der Neorenaissance gestaltet. Im Erdgeschoss des Ziegelbaus sind Ladengeschäfte untergebracht. Die Fassade ist dort monumental mit toskanischen Pilastern gegliedert. Die jeweils äußerste Fensterachse ist in den ersten drei Obergeschossen durch eine Pilasterrahmung hervorgehoben, die im dritten Obergeschoss mit einem Segmentbogen abgeschlossen wird. Die Fensterverdachungen sind im ersten und dritten Obergeschoss als Dreiecks- und im zweiten Obergeschoss als Segmentbogengiebel ausgeführt.
Im örtlichen Denkmalverzeichnis ist das Wohn- und Geschäftshaus unter der Erfassungsnummer 094 17863 als Baudenkmal verzeichnet.
Das Haus gilt als städtebaulich für das Zentrum Buckaus bedeutend und gut in seiner ursprünglichen Gestaltung erhaltenes Beispiel eines Wohn- und Geschäftshauses aus der Zeit der Industrialisierung im Industrieort Buckau.